# Groetpolder
De Groetpolder is een polder uit 1847 in de gemeente Hollands Kroon, in de provincie Noord-Holland. De polder wordt soms als buurtschap gezien, omdat in de polder ook gewone bewoning staat, naast boerderijen voor de land- en tuinbouw.

## Geschiedenis

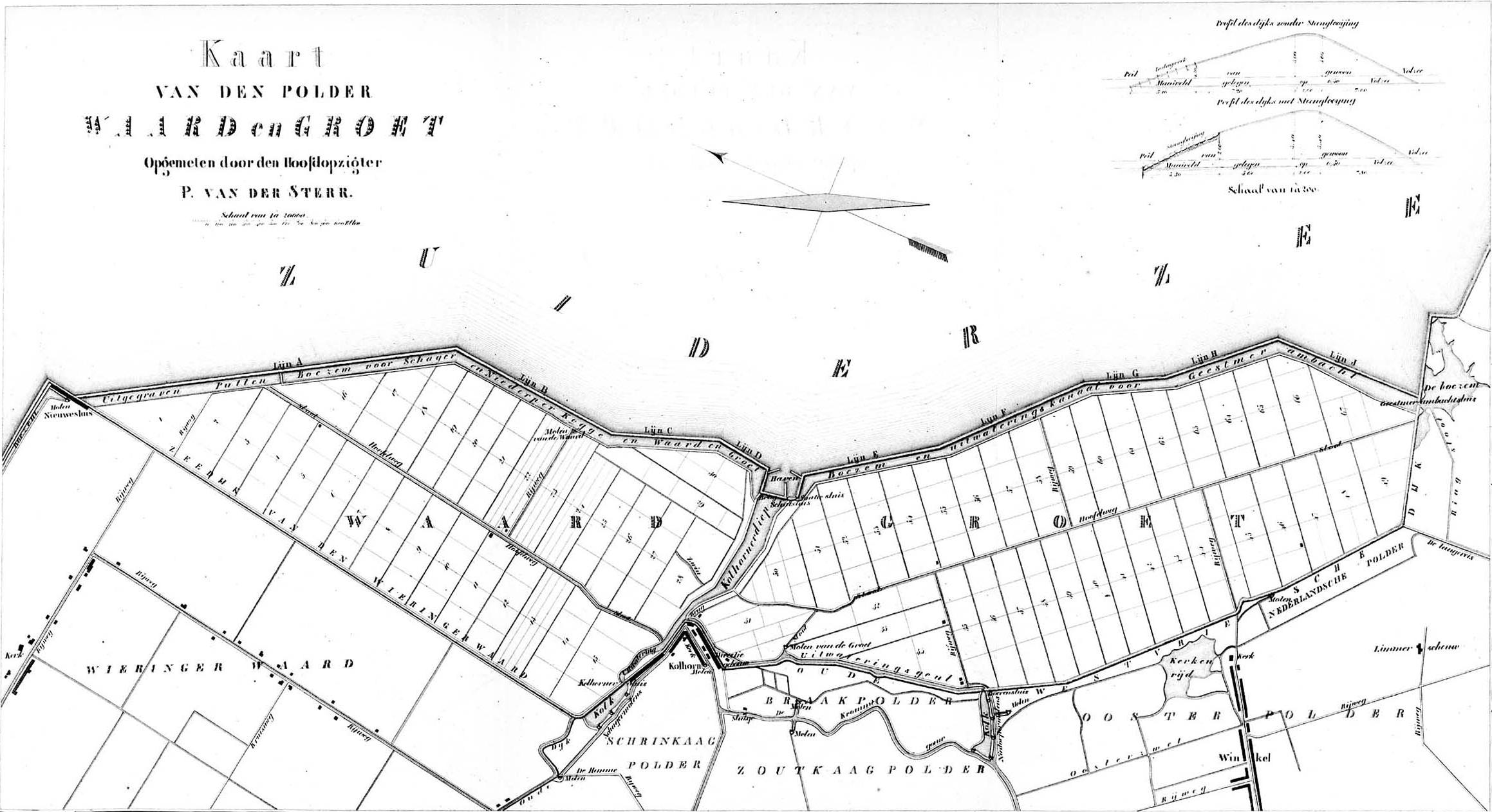
Waardpolder (links) en Groetpolder (rechts). 1849.

In november 1843 is de 'Maatschappij tot inpoldering en bebouwing van de Waard- en Groetgronden' opgericht. Nog in datzelfde jaar werd goedgunstig door de Kroon beschikt over een aanvraag van een concessie tot indijking. Er werd een plan opgesteld en er werd een aannemer gevonden om het voor een bedrag van f 663.000,- te realiseren. Maar deze aannemer kwam in financiële moeilijkheden en moest voortijdig afhaken. Het te lichte dijklichaam werd in november 1845 bij een storm flink beschadigd en toen besloot men aannemer Klaas Breebaart uit Andijk te hulp te roepen. Hij voerde de nodige herstel- en afrondingswerken uit voor f 439.000,-. In de loop van 1847 haalde hij de Waard- en Groetpolder definitief boven water: samen ruim 1500 bunder nieuw op de zilte Zuiderzee veroverd land.
De belangrijke diensten, aan de 'Maatschappij tot inpoldering en bebouwing van de Waard- en Groetgronden' bewezen, werden gehonoreerd met zijn benoeming tot opzichter van de beide nieuwe polders, die in 1848 - na de liquidatie van de Maatschappij - onder één bestuur werden gesteld, bestaande uit één dijkgraaf, vijf heemraden en acht hoofdingelanden.
Klaas Breebaart verhuisde in 1848 naar Winkel. Om dichter bij zijn werk te zijn. Hij werd al spoedig landeigenaar (ingeland), belandde als heemraad in het polderbestuur en werd in 1859 tot dijkgraaf benoemd. Een functie, die hij tot 1895 vervulde. Tot zijn dood op 22 maart 1899 bleef hij evenwel deel uitmaken van het polderbestuur: als hoofdingeland. Als dijkgraaf werd hij opgevolgd door zijn zoon Jan, landbouwer in de Groetpolder.
In de polder zijn prehistorische restanten gevonden uit de Neolithische Enkel Graf Cultuur van 2500 jaar vóór Christus. En tevens zijn er resten gevonden van dijken in de polder, uit ongeveer de 10e eeuw.

## Gemeentelijke indeling
Tot 31 december 2011 behoorde Groetpolder tot de gemeente Niedorp die per 1 januari 2012 in een gemeentelijke herindeling is samengegaan tot de gemeente Hollands Kroon.